# Polar Music Prize

Il Polar Music Prize (anche noto come Stikkan Andersson Polar Music Prize) è un premio internazionale assegnato a individui, gruppi o istituzioni per i meriti raggiunti in ambito musicale. È considerato uno dei più importanti riconoscimenti nel mondo della musica, equiparabile al prestigio del premio Nobel o del premio Oscar.

## Storia

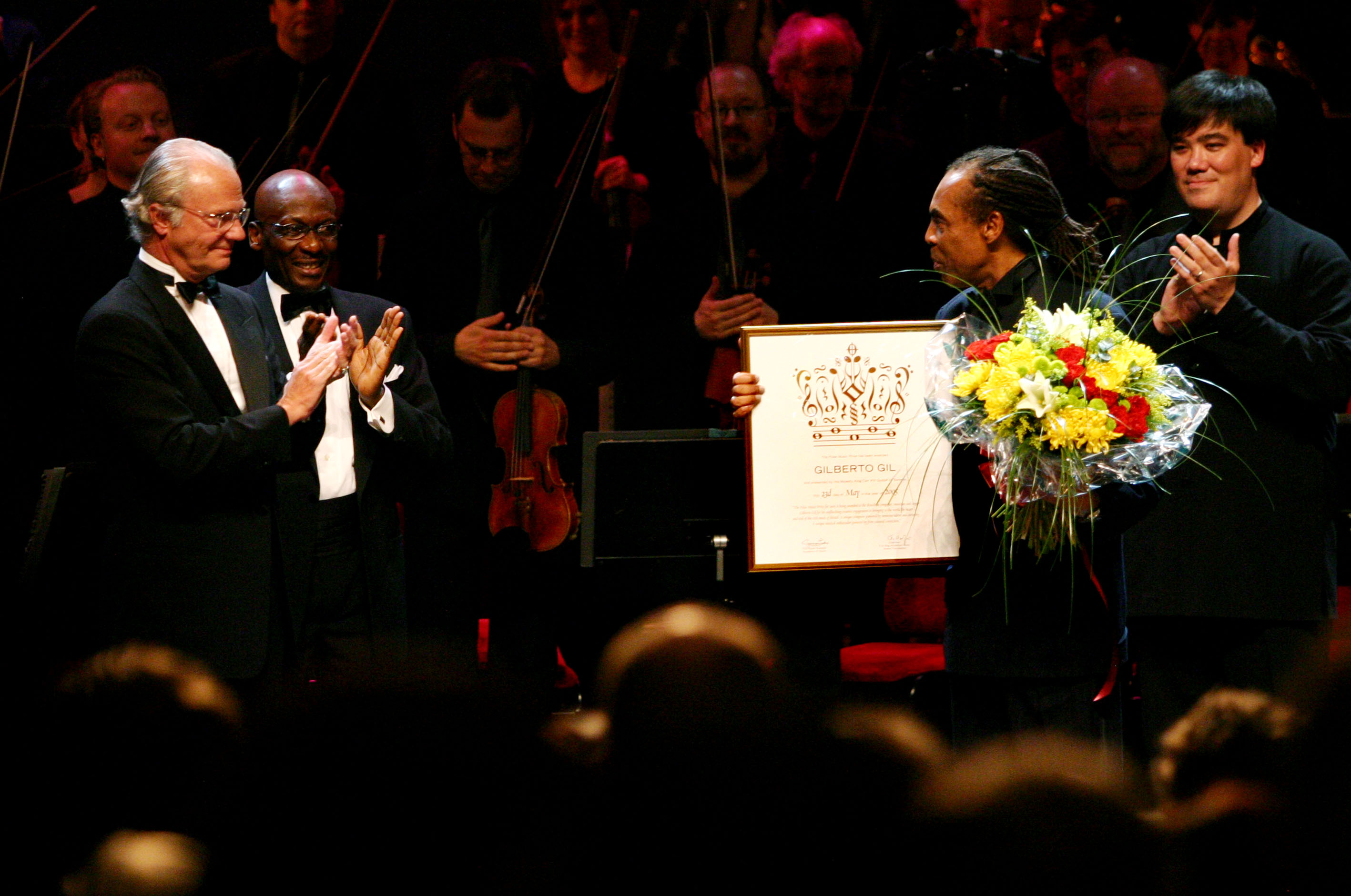
Il re Carlo XVI Gustavo di Svezia con Jimmy Cliff e Gilberto Gil durante la cerimonia di premiazione del 2005.

Il premio è stato ideato nel 1989 da Stig Anderson, manager del gruppo svedese degli ABBA e fondatore della loro etichetta discografica Polar Music, dopo una sua donazione in denaro dedicata alla creazione «del più importante premio musicale al mondo». Viene annualmente assegnato presso l'Accademia reale svedese di musica e la cerimonia di premiazione ha luogo a Stoccolma presso la Sala dei concerti (Konserthuset). I vincitori vengono insigniti del riconoscimento dal re Carlo XVI Gustavo di Svezia e ricevono la somma di 1.000.000 SEK (circa 110.000 euro).

## Vincitori
| Anno | Vincitori                                    |
| ---- | -------------------------------------------- |
| 1992 | Paul McCartney                               |
| 1992 | Paesi baltici (Estonia, Lettonia e Lituania) |
| 1993 | Dizzy Gillespie                              |
| 1993 | Witold Lutosławski                           |
| 1994 | Nikolaus Harnoncourt                         |
| 1994 | Quincy Jones                                 |
| 1995 | Elton John                                   |
| 1995 | Mstislav Leopol'dovič Rostropovič            |
| 1996 | Pierre Boulez                                |
| 1996 | Joni Mitchell                                |
| 1997 | Eric Ericson                                 |
| 1997 | Bruce Springsteen                            |
| 1998 | Ray Charles                                  |
| 1998 | Ravi Shankar                                 |
| 1999 | Stevie Wonder                                |
| 1999 | Iannis Xenakis                               |
| 2000 | Bob Dylan                                    |
| 2000 | Isaac Stern                                  |
| 2001 | Burt Bacharach                               |
| 2001 | Robert Moog                                  |
| 2001 | Karlheinz Stockhausen                        |
| 2002 | Sofia Gubaidulina                            |
| 2002 | Miriam Makeba                                |
| 2003 | Keith Jarrett                                |
| 2004 | B. B. King                                   |
| 2004 | György Ligeti                                |
| 2005 | Gilberto Gil                                 |
| 2005 | Dietrich Fischer-Dieskau                     |
| 2006 | Led Zeppelin                                 |
| 2006 | Valery Gergiev                               |
| 2007 | Sonny Rollins                                |
| 2007 | Steve Reich                                  |
| 2008 | Renée Fleming                                |
| 2008 | Pink Floyd                                   |
| 2009 | Peter Gabriel                                |
| 2009 | José Antonio Abreu                           |
| 2010 | Ennio Morricone                              |
| 2010 | Björk                                        |
| 2011 | Kronos Quartet                               |
| 2011 | Patti Smith                                  |
| 2012 | Paul Simon                                   |
| 2012 | Yo-Yo Ma                                     |
| 2013 | Youssou N'Dour                               |
| 2013 | Kaija Saariaho                               |
| 2014 | Chuck Berry                                  |
| 2014 | Peter Sellars                                |
| 2015 | Evelyn Glennie                               |
| 2015 | Emmylou Harris                               |
| 2016 | Cecilia Bartoli                              |
| 2016 | Max Martin                                   |
| 2017 | Sting                                        |
| 2017 | Wayne Shorter                                |
| 2018 | L'Istituto nazionale di musica afgana        |
| 2018 | Metallica                                    |
| 2019 | Anne-Sophie Mutter                           |
| 2019 | Grandmaster Flash                            |
| 2020 | Anna Jur'evna Netrebko                       |
| 2020 | Diane Warren                                 |
| 2021 | –                                            |
| 2022 | Ensemble InterContemporain                   |
| 2022 | Iggy Pop                                     |
| 2023 | Angélique Kidjo                              |
| 2023 | Arvo Pärt                                    |
| 2023 | Chris Blackwell                              |